# Bowen-Klasse
Die Bowen-Klasse (nach dem Typschiff auch als Powell-River-Klasse bezeichnet) ist eine Klasse von Doppelendfähren der kanadischen Reederei BC Ferries.

## Geschichte
Die Fähren wurden 1965 auf der Werft Victoria Machinery Depot in Victoria gebaut. Die Baukosten beliefen sich auf rund 1 Mio. CAD pro Fähre.
1979 wurden die Fähren zur Erhöhung der Fahrzeugkapazität verlängert. Bei dem Umbau wurden auch die Antriebsanlagen umgebaut und die Fähren mit vier Propellergondeln ausgerüstet. 1999 und 2000 wurden die Antriebsmotoren aller drei Fähren durch Caterpillar-Dieselmotoren ersetzt. Auch später wurden weitere Umbauten an den Schiffen durchgeführt, die auch dazu dienten, die Nutzungszeit der Fähren zu verlängern.
Die Fähren wurden zu Beginn der 2020er-Jahre durch Neubauten der Island- bzw. der Salish-Klasse ersetzt.

## Beschreibung
Die Fähren werden von vier Caterpillar-Dieselmotoren (Typ: 3521B) angetrieben, von denen je zwei in einem Maschinenraum untergebracht sind. Die Motoren wirken über Getriebe auf vier Propellergondeln, die sich an den beiden Enden der Fähren befinden.

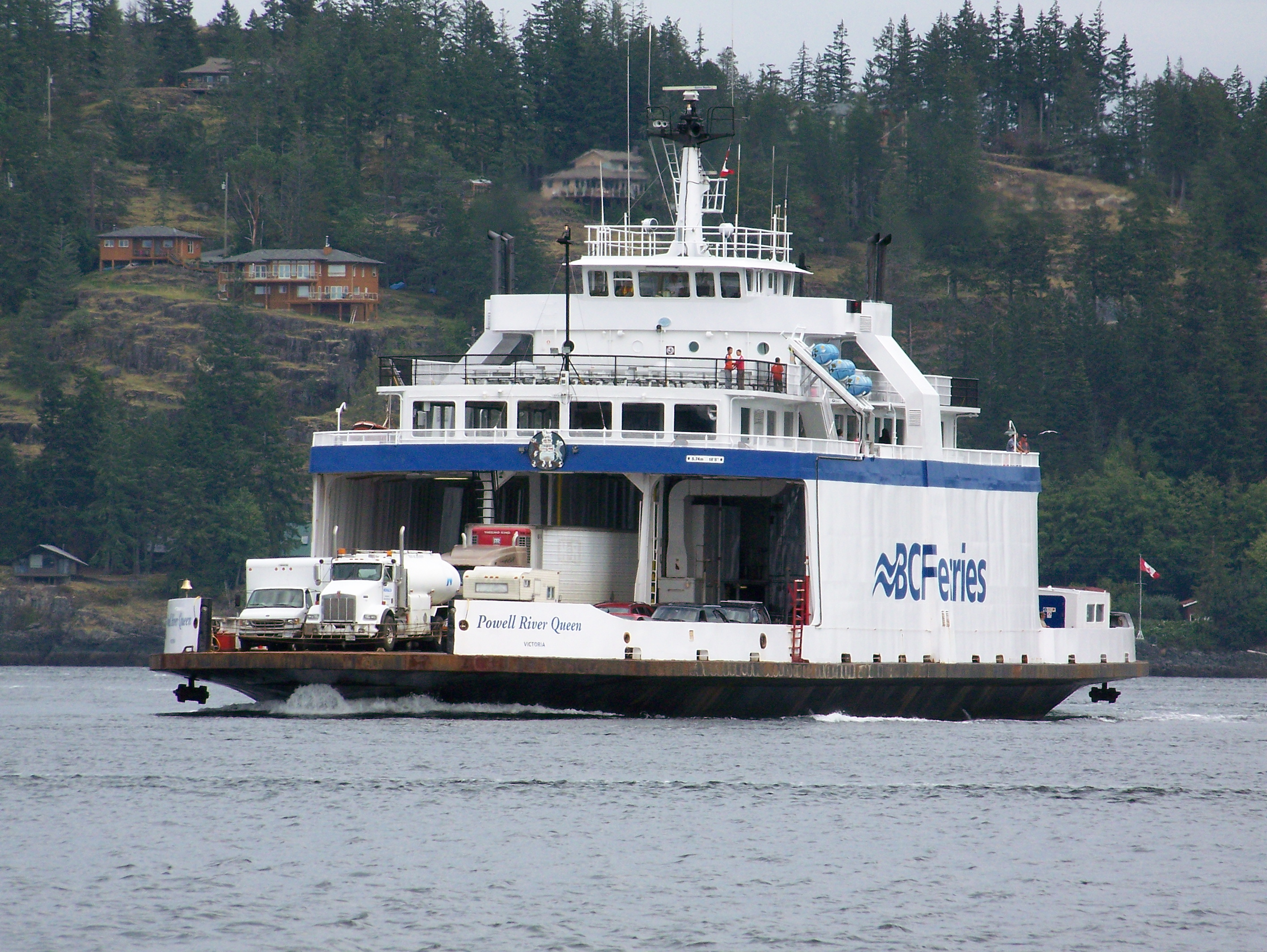
Powell River Queen

Die Fähren verfügen über ein durchlaufendes Fahrzeugdeck mit fünf Fahrspuren, zwei auf jeder Seite und eine mittlere. Das Fahrzeugdeck ist im mittleren Bereich von den Decksaufbauten überbaut. Die Durchfahrtshöhe der seitlichen Fahrspuren beträgt bei der Mayne Queen und bei der Bowen Queen 2,07 Meter, die der mittleren 4,57 Meter. Die Powell River Queen wurde 1973 umgebaut und dabei die Decksaufbauten angehoben, so dass die Durchfahrtshöhe auf allen Fahrspuren für den Transport von Lkw ausreicht. Bei dem Umbau wurden auch die Passagierbereiche, die sich bei den anderen beiden Fähren auf zwei Decks über dem Fahrzeugdeck erstrecken, umgebaut und auf einem Deck zusammengefasst. Die Mayne Queen war ursprünglich mit zwei seitlichen Laderampen ausgerüstet. Diese wurden beim Umbau der Fähre 1979 entfernt.
Die Fähren sind für 400 Personen zugelassen. Sie können circa 60 Pkw befördern.

## Schiffe
| Bowen-Klasse       | Bowen-Klasse | Bowen-Klasse | Bowen-Klasse  |
| Bauname            | Baunummer    | IMO-Nummer   | Ablieferung   |
| ------------------ | ------------ | ------------ | ------------- |
| Powell River Queen | 129          | 6515796      | August 1965   |
| Mayne Queen        | 130          | 6522567      | Oktober 1965  |
| Bowen Queen        | 131          | 6600967      | Dezember 1965 |

Die Powell River Queen wurde am 25. August 1965 in Dienst gestellt. Sie verkehrte zunächst auf der Strecke zwischen Earls Cove und Saltery Bay. Seit 1991 verkehrte die Fähre zwischen Campbell River auf Vancouver Island und Quadra Island im Norden der Straße von Georgia. Im Januar 2023 wurde die Fähre auf dieser Strecke durch die Island Nagalis und die Island K’ulut’a der Island-Klasse ersetzt und aus der Fahrt genommen. Die Powell River Queen ist nach der Stadt Powell River benannt.
Die Mayne Queen wurde am 2. November 1965 auf der Strecke zwischen Swartz Bay und den südlichen Gulf Islands Galiano Island, Mayne Island, Pender Island und Saturna Island eingesetzt. Die Fähre wurde überwiegend auf der Strecke zu den südlichen Gulf Islands eingesetzt. Sie wurde 2022 durch ein Schiff der Salish-Klasse ersetzt. Die Mayne Queen ist nach Mayne Island benannt.
Die Bowen Queen wurde Ende 1965 fertiggestellt und verkehrte zunächst zwischen Horseshoe Bay und Bowen Island. 1971 ersetzte sie die Pender Queen und verkehrte nun auf den Strecken von Swartz Bay nach Saltspring Island bzw. Galiano Island, Mayne Island, Pender Island und Saturna Islan. 1974 übernahm sie die Strecke nach Saltspring Island von der Salt Spring Queen, von 1979 bis 2017 verkehrte sie dann in den Sommermonaten zwischen Tsawwassen und den südlichen Gulf Islands. Seit 2017 verkehren hier Schiffe der Salish-Klasse. Die Bowen Queen dient nun als Ersatzschiff. Sie ist nach Bowen Island benannt.
Heimathafen der unter der Flagge Kanadas betriebenen Fähren ist Victoria.